# Henny Koch

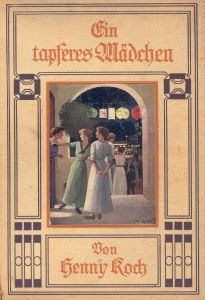
Portada de "Ein tapferes Mädchen", uno de los libros de la autora, traducido al español como "Una chica valiente".

Henny Koch (Alsfeld, Gran Ducado de Hesse, 22 de septiembre de 1854-Distrito de Bergstraße, Alemania, 13 de junio de 1925) fue una escritora y traductora alemana.
Koch hizo la primera traducción alemana de Las Aventuras de Huckleberry de Mark Twain en 1890. Escribió 29 libros, principalmente para jóvenes. Sus libros fueron publicados en ocho países. Su mayor éxito fue una serie de novelas, que comenzó con Papas Junge, en la que se narra la vida completa del protagonista. Una película italiana fue basada en esta serie, Il birichino di papà, hecha en 1943, dirigida por Raffaello Matarazzo con música de Nino Rota.
Su obra ha sido señalada por estudios posteriores dentro del nacionalismo alemán de principios del siglo XX y algunos de sus relatos fueron situados en colonias alemanas en África.

## Trabajos

### Libros infantiles
- 1901 Mein Sonnenstrahl
- 1902 Das Mägdlein aus der Fremde
- 1904 Rose Maries Weg zum Glück
- 1905 Papas Junge  Versión española:  El chico de papá. Barcelona: Juventud 1929
- 1905 Die Traut
- 1906 Mütterchen Sylvia
- 1907 Allerlei Lustiges für unsere Buben und Mädels
- 1907 Irrwisch
- 1908 Aus großer Zeit
- 1908 Die ins Leben lachen
- 1909 Friedel Polten und ihre Rangen
- 1910 Kleine Geschichten für kleine Leute
- 1911 Evchen der Eigensinn
- 1911 Das Komteßchen
- 1912 Im Lande der Blumen
- 1914 Ein tapferes Mädchen
- 1916 Die Vollrads en Südwest
- 1916 Die Patentochter des alten Fritz
- 1916 Wilde Lorle
- 1917 Die verborgene Handschrift
- 1917 Aus sonnigen Tagen
- 1919 Klein Großchen
- 1921 Gloria
- 1922 Von der Lach-Els und anderen
- 1922 Jungfer Ursel
- 1924 Das Heiterlein
- 1925 Hochgeborene
- 1930 Wir fünf